# Raiffeisenbank Deggendorf-Plattling-Sonnenwald
Die Raiffeisenbank eG Deggendorf-Plattling-Sonnenwald ist eine deutsche Genossenschaftsbank mit Sitz in der bayerischen Kreisstadt Deggendorf im Landkreis Deggendorf.

## Geschichte
Am 8. März 1908 wurde die Genossenschaftsbank in Plattling als erste der heute an der Raiffeisenbank eG Deggendorf-Plattling-Sonnenwald beteiligten Banken in der Region gegründet. Die Raiffeisenkasse Pankofen eGmbH mit dem Sitz in Pankofen fusionierte im Jahr 1965 mit der Raiffeisenkasse Plattling eGmbH mit dem Sitz in Plattling zur Raiffeisenbank Plattling-Pankofen eGmbH mit dem Sitz in Plattling. Im Jahr 1990 fusionierte dann die Raiffeisenbank Plattling-Pankofen eG mit der Raiffeisenbank Stephansposching eG mit dem Sitz in Stephansposching zur Raiffeisenbank Plattling eG.
Dieser schloss sich im Folgejahr die Raiffeisenbank Aholming-Osterhofen eG mit dem Sitz in Aholming an und es entstand die Raiffeisenbank Plattling-Osterhofen eG mit Sitz in Plattling. Diese wiederum fusionierte im Jahr 1992 mit der Raiffeisenbank Deggendorf eG mit dem Sitz in Deggendorf zur Raiffeisenbank Deggendorf-Plattling eG mit neuem Sitz in Deggendorf. Im Jahr 1994 folgte die Fusion mit der Raiffeisenbank Oberpöring-Otzing eG mit dem Sitz in Otzing. Letztgenannte entstand im Jahr 1988 aus der Fusion der Raiffeisenbank Oberpöring eG mit dem Sitz in Oberpöring mit der Raiffeisenbank Otzing eG.
Im Jahr 2005 fusionierte die Raiffeisenbank Buchhofen-Künzing eG mit dem Sitz in Buchhofen mit der Raiffeisenbank Deggendorf-Plattling eG mit dem Sitz in Deggendorf.
Durch die Fusion der Raiffeisenbank Buchhofen eG mit der Raiffeisenbank Künzing eG mit dem Sitz in Künzing im Jahr 1987 entstand die ehemalige Raiffeisenbank Buchhofen-Künzing eG.
Zuletzt fusionierte im Jahr 2017 die Raiffeisenbank Deggendorf-Plattling eG mit der Raiffeisenbank Sonnenwald eG mit dem Sitz in Auerbach zur heutigen Raiffeisenbank eG Deggendorf-Plattling-Sonnenwald.
Die ehemalige Raiffeisenbank Sonnenwald eG entstand 1989 aus der Fusion der Raiffeisenbank Auerbach eG mit dem Sitz in Auerbach mit der Raiffeisenbank Grattersdorf-Innernzell eG mit dem Sitz in Grattersdorf. Danach fusionierte sie im Jahr 1992 mit der Raiffeisenbank Lalling eG mit dem Sitz in Lalling. Zuvor im Jahr 1969 fusionierte die Raiffeisenkasse Auerbach eGmbH mit der Raiffeisenkasse Schaufling eGmbH mit dem Sitz in Schaufling. Die Raiffeisenbank Grattersdorf-Innernzell eG entstand im Jahr 1992 aus der Fusion der Raiffeisenbank Grattersdorf eG mit der Raiffeisenkasse Innernzell eG mit dem Sitz in Innernzell.

## Rechtsverhältnisse
Die Raiffeisenbank eG Deggendorf-Plattling-Sonnenwald ist im Genossenschaftsregister beim Amtsgericht Deggendorf unter GnR 3 eingetragen.

## Organisationsstruktur
Rechtsgrundlagen sind das Genossenschaftsgesetz und die durch die Vertreterversammlung beschlossene Satzung. Organe der Bank sind der Vorstand, der Aufsichtsrat und die Vertreterversammlung.

## Sicherungseinrichtung
Die Raiffeisenbank eG Deggendorf-Plattling-Sonnenwald ist der amtlich anerkannten Sicherungseinrichtung des Bundesverbandes der Deutschen Volksbanken und Raiffeisenbanken GmbH und der zusätzlichen freiwilligen Sicherungseinrichtung des Bundesverbandes der Deutschen Volksbanken und Raiffeisenbanken e.V. angeschlossen.

## Geschäftsausrichtung
Die Raiffeisenbank eG Deggendorf-Plattling-Sonnenwald betreibt das Universalbankgeschäft und gehört zur Genossenschaftlichen Finanzgruppe Volksbanken Raiffeisenbanken. Im Verbundgeschäft arbeitet sie mit der DZ Bank, DZ Privatbank, R+V Versicherung, Münchener Hypothekenbank, Bausparkasse Schwäbisch Hall, Teambank, VR Smart Finanz, DZ Hyp und der Union Investment zusammen.

## Geschäftsgebiet
Das Geschäftsgebiet breitet sich über die drei Landkreise Deggendorf, Regen und Freyung-Grafenau aus.
An diesen Orten betreibt die Bank Filialen:
- Deggendorf (Hauptstelle, jur. Sitz + 1 SB-Geschäftsstelle)
- Auerbach (Geschäftsstelle)
- Aholming (Geschäftsstelle)
- Künzing (Geschäftsstelle)
- Lalling (Geschäftsstelle)
- Oberpöring (Geschäftsstelle)
- Osterhofen (Geschäftsstelle)
- Plattling (Geschäftsstelle + 1 SB-Geschäftsstelle)
- Stephansposching (Geschäftsstelle)
- Innernzell (SB-Geschäftsstelle)
- Schöfweg (Geschäftsstelle)
- Gotteszell (Geschäftsstelle)

## Lagerbetrieb
Die Raiffeisenbank eG Deggendorf-Plattling-Sonnenwald führt neben den Geschäftsstellen auch neun Warenlager. Diese sind auf die Standorte Auerbach, Buchhofen, Aholming, Innernzell, Lalling, Oberpöring, Fischerdorf, Künzing und Otzing verteilt. Neben den Warenlagern betreiben die Niederlassungen in Auerbach, Innernzell und Lalling einen Baumarkt. Die beiden letztgenannten führen zusätzlich ein Getränkelager.